# Jibek Joly TV
Jibek Joly (каз. жібек жолы в переводе — шёлковый путь; ранее известный как CaspioNet, Kazakh TV и Qazaq TV) — семейно-развлекательный телеканал, который входит в структуру РГП на ПХВ Телерадиокомплекса Президента Республики Казахстан, ведущий круглосуточное вещание в двух версиях : отечественной (под брендом "Jibek Joly") — на казахском и русском языках и международной (под брендом "Silk Way") — на казахском, русском, английском, киргизском, узбекском и турецком языках.
Директор – Кажибаева Раушан Жанабергеновна

## История
25 октября 2002 — началось вещание этого канала под названием «CaspioNet».
1 сентября 2012 — канал сменил название на «Kazakh TV».
25 октября 2012 — со дня десятилетнего юбилея, телеканал формируется из нового медиацентра «Қазмедиа орталығы» в Астане в стандарте HDTV, формат 16:9.
С 16 ноября 2017 года телеканал Kazakh TV перешёл на многоязыковое вещание со звуковыми дорожками на казахском, русском и английском языках.
С 1 мая 2018 года к трем существующим дорожкам добавилась четвёртая — на киргизском языке.
28 ноября 2018 года канал начал вещание на узбекском языке.
С 1 апреля 2022 года телеканал входит в структуру НАО «Телерадиокомплекс Президента Республики Казахстан».
1 сентября 2022 в 00:00 — Телеканал «QazaqTV» провел ребрендинг и сменил название на «Jibek Joly» (вещание внутри страны) и «Silk Way» (зарубежное вещание).
2 мая 2024 года канал начал вещание на турецком языке.

## Руководители
В 2018 году телеканал «Kazakh TV» возглавила Рахимжанова Сандугаш Нурабаевна.
В 2019 году на пост главы телеканала назначена Майя Бекбаева.
В 2022 году директором президентского телеканала стал Константин Харламов.
В 2023 году директором президентского телеканала стала Кунтуган Еркежан.

## Сетка вещания

### 2017—2022 годы
Формат канала: Информационно-познавательный (новости, экономика, публицистика, культура, спорт, туризм, инновационное развитие, соотечественники за рубежом, диаспоры).
Языки вещания: казахский, русский, английский, киргизский и узбекский.
Основная миссия: оперативно и объективно информировать зарубежную аудиторию о событиях и явлениях казахстанской жизни, а также отражать казахстанскую позицию по главным вопросам международной политики.
- Информационно-аналитические программы — «Interview of the Day», «Global talk», «International vectors», «Natural recourses»
- Экономика и инновации — «Astana international financial сentre», «Business opportunities», «Digital Kazakhstan», «Life science», «People and economy», «Single market», «The world of startups», «WTO market»
- Программы о соотечественниках — «Gifted», «I’m a human», «I’m from Astana», «Modern nomads»
- История — «Archeology. Mystery of history», «Enigma of the Great steppe», «Grand buildings», «Martial arts of a Turkic world», «Milestones», «National encyclopedia», «Reflection on history», «Sacred sites of kazakhstan», «Sketchbook»
- Культура и национальные традиции — «Concert», «Eurasian dance festival», «Fashion guide», «History in crafts», «Hot Q», «Immersion with carmine barbaro», «Inside of classics», «Inspiration», «Kazakh aruy diaries», «Kazart», «Legends in music», «Magic of creation», «Modern art», «Museums' secrets», «Oriental vintage», «Price of admission», «Sounds of the great steppe»
- Межнациональное согласие — «Astana — new home», «Recipe for Friendship», «Connecting cultures», «Diplomats. live»
- Туризм и спорт — «Culinary tour», «Discovering Kazakhstan», «Ethnosport», «Extreme route», «Invite me», «Kazakhstan’s wildlife sanctuaries», «Native land», «Outdoor Kazakhstan», «Quest.kz», «Spirit of the wild», «Sports nation», «Talk to nature»
- Познавательные, имиджевые тележурналы — «Art global», «20 facts about Astana», «Astana Life», «Big screen news», «Central Asian civilizations», «Central Asian guide», «Cinema life», «Colours of Asia», «The school of nomads».

### С сентября 2022 года
Ежедневные информационно-аналитические программы «Жаңа уақыт», «Новое время», политическое ток-шоу.
Социальное ток-шоу «Ел», авторский проект Ляйли Султанкызы «Ана болғым келеді», музыкальное шоу Каракат Абильдиной и Кыдырали Болманова «Жақсы адамдарым», вечернее шоу Нурлана Коянбаева «Жаңа түнгі студия».
Документальные проекты «Шетелдегі қазақ балалары» и «Қандастар», а также «золотой фонд» Телерадиокомплекса Президента — уникальные документальные проекты и фильмы.
Для иностранной аудитории предназначены более 40 информационно-познавательных программ, дающих представление об истории, уникальной природе Казахстана, культуре, традициях и обычаях народа. В их числе знакомые зрителями проекты «Outdoor Central Asia», «Welcome to Kazakhstan», «My day in Kazakhstan», «Kazakh brand», «Searching for Mystery», «Ken dala» и ряд авторских аналитических программ.

### С сентября 2023 года
Информационно-аналитические программы «Фокус внимания» и «Уәде», ток-шоу «Мархабат» и «JJ Talk», информационно-познавательная программа «Біздің дәрігер», развлекательные проекты «Түнгі Студия с Нурланом Коянбаевым», «Төрлетіңіз!» «Жұлдызбысың?», а также авторский проект Айгуль Мукей – «Ozger». Также в эфире Jibek Joly отечественные фильмы, мегахиты мирового кинематографа, популярные сериалы и мультипликационные фильмы, дублированные на казахский язык и лучшие проекты из архива Silk Way.
Начал свою работу киноканал Silk Way Cinema. Язык вещания – казахский и русский. Эфир телеканала представлен: познавательными программами, документальными фильмами, музыкальными проектами, юмористическими шоу, фильмовым контентом казахстанских республиканских телеканалов и киностудии «Казахфильм». Посредством спутника Yamal 401 90° (FSU) канал доступен более чем в 10 государствах.

## Информационная служба
Служба новостей канала Jibek Joly имеет корреспондентские пункты во всех регионах Казахстана, в Европе, Азии и странах СНГ. Помимо собственной продукции, Jibek Joly в рамках партнёрских программ активно использует новости ведущих мировых информационных агентств.

## Контент
Контент Jibek Joly более чем на половину состоит из программ отечественного производства. Также в эфире Jibek Joly мегахиты мирового кинематографа, популярные сериалы и мультипликационные фильмы, дублированные на казахский язык и лучшие проекты из архива Silk Way. Silk Way — международная эфирная ветка телеканала Jibek Joly. Silk Way — это первый национальный спутниковый телевизионный канал Республики Казахстан, вещающий на 118 стран на четырёх континентах посредством спутников HotbIRD 13B, Galaxy 19 И Measat 3A. Контент канала 100 % отечественного производства. 
Программы телеканала представлены в нескольких тематических направлениях и освещают такие сферы как культура, традиции, история, туристические и инвестиционные возможности Казахстана. Также в эфире канала в ежедневном режиме выдаются самые свежие и актуальные новости с акцентом на Казахстан и Центральную Азию. Спутниковый международный канал Казахстана начал вещание 25 октября 2002 года на казахском, русском и английском языках. В 2018 году было запущено вещание дополнительно на киргизском и узбекском языках. Благодаря тому, что канал вещает в многоканальном формате, каждый абонент цифрового телевидения может выбрать предпочтительную для него звуковую дорожку со 100 % вещанием на любом из 5 языков. 
В сентябре 2023 года была запущена информационно-аналитическая программа «New Time» с английским языком вещания. Программа предназначена для освещения значимых последних политических, экономических, культурных и спортивных новостей из Казахстана и Центральной Азии. 

В январе 2024 года телеканал Silk Way запустил англоязычный специальный репортаж «Reporter with President» о зарубежных визитах Главы государства и визитах мировых лидеров в Казахстан.